# Carly Nzanzu Kasivita
 (août 2022).
Si vous disposez d'ouvrages ou d'articles de référence ou si vous connaissez des sites web de qualité traitant du thème abordé ici, merci de compléter l'article en donnant les références utiles à sa vérifiabilité et en les liant à la section « Notes et références ».
Carly Nzanzu Kasivita, né le 15 novembre 1975 à Kasisi (Beni) dans la province du Nord-Kivu, est un avocat et homme politique congolais.
Il est gouverneur de la province du Nord-Kivu de 2019 à 2021.

## Biographie
Fils de Kambale Musafiri Melchisédech et de Kahambu Kalengerera Justine, Carly Nzanzu Kasivita est originaire du territoire de Beni.
Il fait ses études primaires à l'école Mbolu où il obtient son certificat de fin d’études primaires en 1991. En 1998, il obtient son diplôme d'État en biochimie à l'Institut Vayana. En 2005, il décroche une licence en droit privé et judiciaire à la Faculté de droit de l'université de Goma.
Il est avocat au barreau de Goma depuis 2010.

## Carrière politique

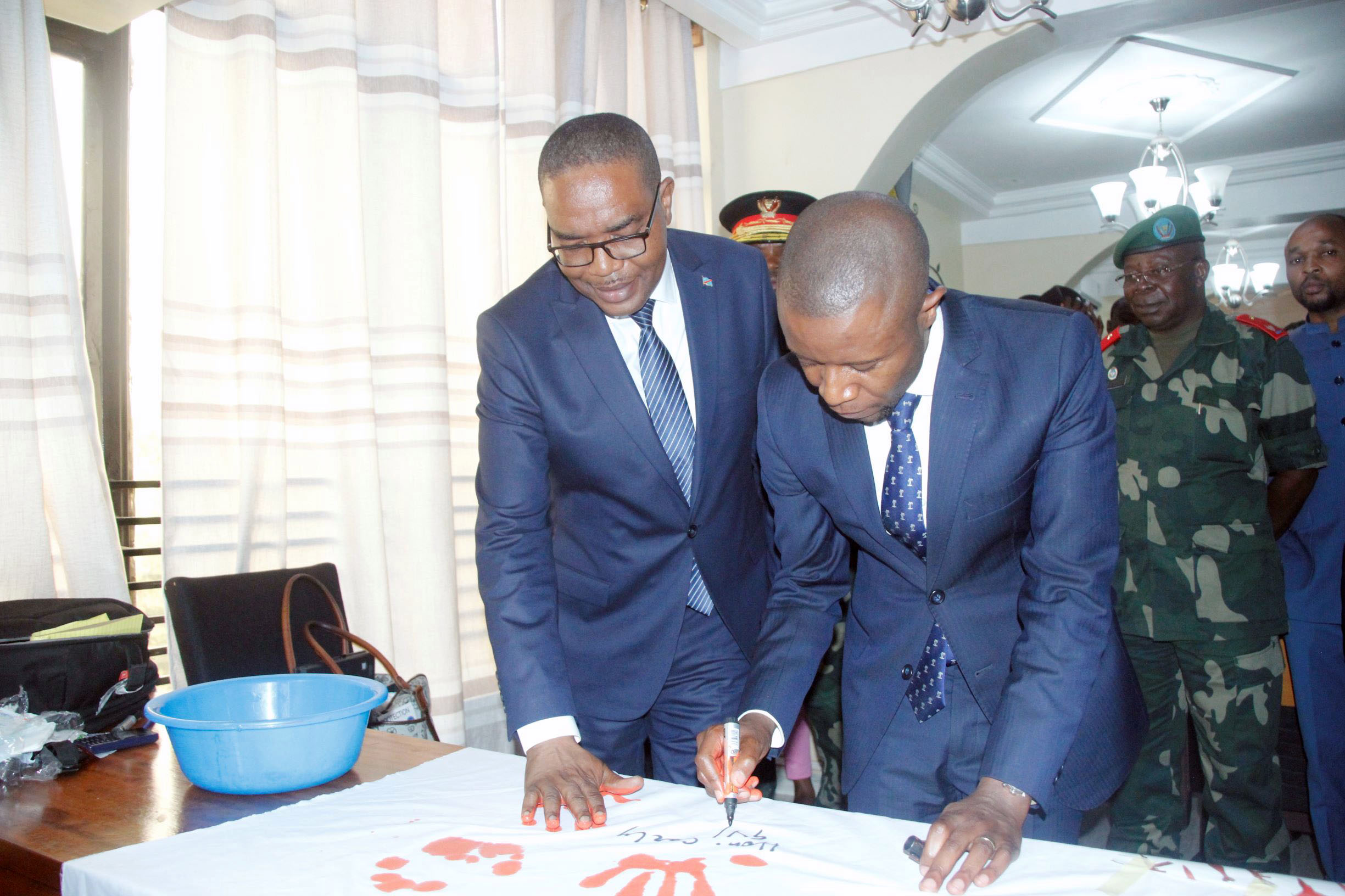
Carly Nzanzu Kasivita (à droite) avec Théo Ngwabidje Kasi, gouverneur du Sud-Kivu, lors de la Journée internationale de l’Enfant Soldat en 2020

2006 - 2011 : Élu député provincial du Nord-Kivu ;
2011 - 2015 : Ministre provincial chargé de l'Agriculture, de l'Élevage, de la Pêche et du Développement rural dans le gouvernement de Julien Paluku Kahongya
2015 - juin 2018 : Ministre provincial chargé des Affaires foncières, de l'Urbanisme, des Transports et de la Communication ; 
2019 : Élu député national;
Le 30 mai 2019, Carly Nzanzu Kasivita est élu gouverneur du Nord-Kivu au sein de l’assemblée provinciale avec 28 voix. Âgé de 43 ans, il devient alors le 9e gouverneur de cette province et succède à Julien Paluku Kahongya.
Confrontée à une insécurité grandissante, la province du Nord-Kivu est placée sous état de siège le 30 avril 2021 par le président Félix Tshisekedi, une décision saluée par Carly Nzanzu Kasivita. Dès le 4 mai, le gouvernement civil de la province est remplacé par un gouvernement militaire, et le lieutenant-général Constant Ndima Kogba, nommé directement par le président, succède à Carly Nzanzu Kasivita en tant que gouverneur du Nord-Kivu.